# Gustav von Hößlin
Gustav Adolf Balthasar von Hößlin (* 12. Oktober 1854 in Budapest; † 26. März 1925 in München) war ein deutscher Arzt.

## Leben und Wirken

Gustav Adolf Balthasar von Hößlin

Er war das zweite von drei Kindern des Großhändlers Theodor Arnold Balthasar von Hößlin und seiner Ehefrau Emilie, geb. Heinzelmann. Dem großbürgerlichen Stand entsprechend wurde er privat unterrichtet,  u. a. von den Altphilologen Georg Gött. Nach dem Abitur studierte er Medizin an der Königl. Bayerischen Ludwig-Maximilians-Universität zu München. Einer seiner akademischen Lehrer war Hugo von Ziemssen. Hößlin schloss 1879 sein Studium ab. Die 29 Seiten umfassende Dissertation, die er bei Obermedizinalrat Karl von Hecker verfasste, lautet: Hydrocephalus congenitus als Geburtshinderniss.  Nach dem Studium arbeitete Hößlin als praktischer Arzt. Ferner war er im Dienst des Königl. Hofes tätig und wurde später Leibarzt von König Ludwig III. von Bayern.
Auch sein jüngerer Bruder Rudolf von Hößlin (1858–1936) wurde Mediziner, der 1885 die Kuranstalt Neuwittelsbach, ein Sanatorium für Innere und Nervenkrankheiten, gründete und Jahrzehnte leitete.
Gustav von Hößlin war mit Maria Magdalena Auguste Rüdinger verheiratet. Aus der Ehe gingen drei Kinder hervor. Sein jüngster Sohn, Franz Balthasar von Hoeßlin, schrieb über seine Familie:
„Meine Mutter aber brachte, selbst recht gut Klavier spielend, viel Musik ins Haus.Wir drei Geschwister hörten von früher Jugend an viel und ausschließlich gute Musik, die so sehr zum Centrum unseres  Lebens wurde, daß mein so gut wie unmusikalischer Vater das Unglück erleben mußte, daß alle seine drei Kinder die Musik zum Beruf erwählten und schließlich meine Schwester gar noch einen Musiker heiratete.“